# Butola Zoltán
Butola Zoltán (Butola Zoltán Lajos, Vásárosnamény, 1955. augusztus 5. –) magyar pedagógus, iskolaigazgató, költő, publicista.

## Család, tanulmányok
Apja Butola Lajos (1905-1982) köztisztviselő, járási közegészségügyi ellenőr, anyja Butola Lajosné sz. Kiss Margit (1929-2018) köztisztviselő, könyvelő.
Az általános iskolát, majd a gimnáziumot Vásárosnaményban végezte el, majd – egyévnyi előfelvételis katonáskodás után, amelyet a hódmezővásárhelyi laktanyában töltött – a  KLTE történelem-népművelés szakjaira járt 1974-1979-ig. Itt ismerkedett meg későbbi feleségével, Csertő Erika magyar-francia szakos hallgatóval, aki fehérvári lány volt. A diploma megszerzése után Székesfehérvárra költöztek, akkor már Péter fiukkal együtt. Két gyermekük született még, Ágnes és Erzsébet.
Később még két diplomát szerzett, filozófiatanári és közoktatásvezetői szakképesítést.

## Pályafutása
Két évig népművelőként a Fejér Megyei Művelődési Központban, majd nyugdíjazásáig tanárként vagy/és a közoktatás irányításában vezetőként dolgozott. Pedagógusként a székesfehérvári József Attila Fiúkollégiumban (1981-83), a pusztaszabolcsi középiskolában (1983-84), az egykori székesfehérvári Ságvári Endre Műszaki Szakközépiskolában – ma Széchenyi István Technikum (1984-1992) – tanított, majd a megyei pedagógiai intézetben (1993-2000) és a megyei önkormányzati hivatalban (2000-2004) dolgozott közoktatási szakmai területen. Ezt követően a seregélyesi Eötvös József szakképző iskola igazgatója volt 2004-2016-ig. Utolsó munkahelye a bicskei Vajda János középiskola volt, ahonnan hároméves igazgatói munkát követően, 2019 nyarán ment nyugdíjba.
Élete egyik meghatározó élménye a rendszerváltás előkészítésében, s magában az átalakulásban való szerepvállalás volt. 1988 szeptemberében Csengey Dénes, egykori egyetemi barátja révén lépett be az MDF-be, majd néhány politikai barátjával, s három tucat résztvevővel október 14-én megalakították az MDF fehérvári csoportját, az első ún. „alternatív” szervezetet a városban, a megyében. Kelemen András bevezetőjét, majd számos hozzászólást, véleményt, szavazást követve kimondhatta a fehérvári csoport megalakulását. Ezt követően hat éven át – főállású munkája mellett – a politika élete fontos elemévé vált. 1992-ig vezetőségi tagja, 1992-94-ig elnöke volt a fehérvári szervezetnek, s 1990-94-ig az MDF Országos Választmánya munkájában is részt vett. Dobos Krisztinával közösen dolgozták ki az 1994-es választásokra a Magyar Demokrata Fórum közoktatási programját.
Alapító tagja volt 1988. november 26-án a Pedagógusok Demokratikus Szakszervezetének, majd vezetésével jött létre, s kezdte el működését a székesfehérvári, majd megyei csoport. 1989 őszén összeférhetetlennek mondták ki az új szakszervezetek a pártvezetői és szakszervezeti tisztséget, így utóbbiról lemondott, de egész tanári pályafutása alatt PDSZ-tag maradt.
1994-ben a választások körülményei, illetve azok eredménye óriási csalódást okozott számára, megcsömörlött a politikától. Ettől kezdve – ahogyan fogalmazott – a családjával és a szakmájával foglalkozott.
Később, 2011-ben egy interjúban a következőket mondta: "Nos, az én egyik álmom a hazámra vonatkozik. Bízom abban, ha késik is, de beteljesedik egyszer az a vágyam, hogy unokáim és jövendő diákjaim egy igazságos, normális országban nőnek majd fel. Ahol a tudás, a teljesítmény és a jellem a mérce, ahol nem az ügyeskedők, hanem az értékeket teremtők, őrzők számára nyílik meg a boldog, jó élet lehetősége."
Még 1981-ben szülői támogatással vettek telket Pákozdon, amelyen egy omladozó, nádfedeles parasztház állt. 1988-ban kezdtek építkezni, jórészt családi-baráti összefogással, kalákában, s 1992-ben költözhettek be az új épületbe.
Egyik visszaemlékezésében a következőket írta: „Jellemzően nem tárgyakat, hanem élményeket gyűjtöttünk. A családdal is, munkámból adódóan is számos utazáson és túrán vehettem részt. Elmondhatom, hogy hazám, sőt, a Kárpát-medence minden szegletét bejártam, de ezen túl legalább két tucatnyi országban volt módom megfordulni, ezek természeti és kulturális kincseit megcsodálni. Mindig örömmel tértem/tértünk haza, s bevallom, önmagamra is igaznak tartom a régi bölcsességet: mindenütt jó, de legjobb otthon!”
Az évtizedek során néha verseket is írt. Ezekből összeállított egy kötetre való anyagot, így jelentek meg 2019-ben „Megérintjük a végtelent” címmel, a Litera-Túra Művészeti Kiadó gondozásában, Lebár József illusztrációival szerelmes témájú versei.
A rendszerváltás időszakában számos alkalommal publikált, majd – főleg nyugdíjba vonulását követően – közoktatási szakmai és politikai kérdésekben nyilvánított véleményt cikkeiben. Ilyenek pl. a migrációval, a gyermekvédelemmel vagy a nemzetközi politikával kapcsolatos írásai.